# Cleora pheucta
Cleora pheucta là một loài bướm đêm trong họ Geometridae.